# Partito Popolare Italiano (1994)
Il Partito Popolare Italiano (PPI) è stato un partito politico italiano di centro, fondato il 18 gennaio 1994 quale erede diretto della Democrazia Cristiana.
La sua esperienza, caratterizzata da un esplicito riferimento all'omonima formazione di Luigi Sturzo del 1919, si è conclusa agli inizi degli anni duemila confluendo nella Margherita. L'eredità è formalmente raccolta nell'Associazione Politica I Popolari, associazione creata per disposizione congressuale dell'ultimo Congresso Nazionale del PPI. A livello europeo aderiva al Partito Popolare Europeo, partito democristiano e conservatore, mentre in Italia faceva parte, dal 1995, della coalizione di centro-sinistra promossa da Romano Prodi.

## Storia

### Preludio e nascita del partito

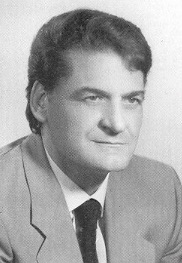
Mino Martinazzoli, ultimo segretario della DC e primo segretario del PPI

Il 12 ottobre 1992 Mino Martinazzoli venne eletto segretario della Democrazia Cristiana, succedendo ad Arnaldo Forlani, mentre il partito si trovava in crisi di consensi, in seguito agli scandali di Tangentopoli che videro coinvolti diversi suoi dirigenti nazionali; in un momento in cui si doveva fronteggiare anche la crescita della Lega Nord e una situazione storica internazionale che vedeva il termine del peso dell'influenza sovietica e un mutevole quadro di molte formazioni politiche nazionali.
La linea programmatica di Martinazzoli si palesò all'assemblea programmatica costituente, svoltasi a Roma tra il 23 il 26 luglio 1993: secondo Martinazzoli, il partito aveva necessità di cambiare profondamente, pur senza rinnegare le sue radici ideali e storiche, trasformandosi da un "partito delle tessere" a un "partito di programma", fondato sul valore cristiano della solidarietà; e dettò la linea per una "fase costituente", per fare emergere ciò che definì, volendo tracciare una cesura con il passato recente, "terza fase storica della tradizione cattolico-democratica". Si ebbe un azzeramento del tesseramento e una nuova campagna di adesioni, applicando criteri di accettazione più restrittivi.
La nuova linea politica della segreteria, per fondare un nuovo partito d'ispirazione cristiana e popolare, venne accettata all'unanimità dall'assemblea DC, trovando la contrarietà solo di Ermanno Gorrieri, che volle poi creare una nuova formazione politica, i Cristiano Sociali. Mariotto Segni era invece convinto dell'impossibilità di cambiare dall'interno la Democrazia Cristiana e si era precedentemente dimesso dal partito, creò i Popolari per la Riforma e aderì poi ad Alleanza Democratica. Nella nuova situazione politica, i partiti hanno di fronte una nuova legge elettorale, la Legge Mattarella, nata in seguito a un'iniziativa referendaria, che ebbe anche il sostegno della DC.
La nuova legge rappresenta un cambiamento dal sistema proporzionale al maggioritario, il quale, teoricamente, avrebbe potuto creare le condizioni per un bipolarismo e quindi la necessità di scelta di uno schieramento fra due contrapposti. Volendo seguire le nuove possibili logiche bipolari dettate dalle nuove normative, alcuni esponenti della DC, capeggiati da Clemente Mastella e Pier Ferdinando Casini, insoddisfatti dalle mancate e chiare scelte di schieramento, temendo anzi una scelta favorevole a un fronte di centro-sinistra, decisero di uscire dal partito, supportando la nuova alleanza politica che veniva proposta da Silvio Berlusconi, e fondarono un nuovo partito chiamato Centro Cristiano Democratico (CCD).
Quando il Partito Popolare fu fondato il 18 gennaio 1994, tutti i deputati e i senatori della DC vi aderirono, con l'esclusione di 22 deputati che scelsero di partecipare alla fondazione del CCD. Alla separazione seguì un accordo per la cessione del 15% del patrimonio.

### Elezioni politiche del 1994
Nonostante la diversa situazione politica, il Partito Popolare di Martinazzoli intendeva continuare nella sua vocazione di centro, alternativo sia al Partito Democratico della Sinistra (PDS), sia alle alleanze collocabili a destra che emergevano con Forza Italia e Alleanza Nazionale.
Il Partito Popolare Italiano esordisce alle elezioni politiche del 1994 nella coalizione nota come Patto per l'Italia, guidata da Mariotto Segni (che presenterà anche la lista Patto Segni con l'ex Presidente del Consiglio socialista Giuliano Amato) e composta anche dal Partito Repubblicano Italiano di Giorgio La Malfa.
Il PPI in queste elezioni subì una grossa sconfitta e la strategia di riproporre il centro risultò penalizzante a causa delle contrapposizioni imposte dal maggioritario.
Nei collegi uninominali, la coalizione ottenne a livello nazionale alla Camera dei deputati il 16,7%, pari a più di 6 milioni di voti, ma che comportarono l'assegnazione di solo 4 seggi. Gli altri seggi furono spartiti dalle altre due coalizioni che risultarono prevalenti: il Polo delle Libertà/Polo del Buon Governo e i Progressisti.
Nella quota proporzionale il PPI raccolse l'11,1% dei voti, confermando l'andamento che la DC ebbe nelle elezioni amministrative del novembre 1993, ma che rappresentano un terzo dei consensi della vecchia DC; così il PPI che nella precedente legislatura disponeva di 206 deputati e 107 senatori, all'indomani delle elezioni politiche del 1994 tornò con 33 seggi alla Camera e 27 al Senato.
Il fondatore e segretario Mino Martinazzoli, considerando il risultato elettorale come negativo, si dimise il giorno seguente la conta dei voti e la guida del partito venne assunta da un comitato di reggenza guidato dalla presidente Rosa Russo Iervolino e composto dai capigruppo di Camera, Senato e Parlamento Europeo: Gerardo Bianco, Gabriele De Rosa e Mario Forte.
Con la determinante assenza volontaria di quattro senatori popolari (Cecchi Gori, Grillo, Cusumano e Zanoletti, che vennero sospesi di conseguenza dal partito), il Governo Berlusconi I riuscì ad avere la fiducia, oltre che alla Camera, anche al Senato, ottenendo 159 voti rispetto ai 158 necessari. Ciononostante durò pochi mesi, caduto dopo una mozione di sfiducia presentata dal PPI e dalla Lega Nord, che ritirò il suo appoggio iniziale al Governo. Segretario del Partito intanto divenne Rocco Buttiglione.
Dopo il cambio di governo, in Parlamento furono nominati come capigruppo Nicola Mancino al Senato, in sostituzione di Gabriele De Rosa, e Beniamino Andreatta alla Camera, al posto di Gerardo Bianco. Nel frattempo, il 12 giugno si erano svolte elezioni europee: queste consultazioni registrarono un ulteriore calo del Partito Popolare, che ottenne 3,4 milioni di voti, pari al 9,9%, e 9 seggi (fra gli eletti vi fu Gerardo Bianco).

### Segreteria Buttiglione
Con la presenza di 853 delegati, in rappresentanza di 233.000 iscritti, alla fine di luglio del 1994 si tenne a Roma il primo congresso nazionale del partito, per scegliere il sostituto di Martinazzoli alla segreteria, dove si manifestò uno scontro che si polarizzò fra l'ala sinistra e destra del partito, i primi avevano proposto, inizialmente, diverso tempo prima dei lavori, la candidatura dell'ex presidente dell'ACLI Giovanni Bianchi, che venne però successivamente ritirata all'ultimo momento, per avere maggiori garanzie di vittoria, con quella del capogruppo al Senato Nicola Mancino; i secondi proposero il professore e neo-deputato Rocco Buttiglione.
La contrapposizione derivò da una diversa visione della strategia di alleanza con le altre forze politiche: mentre la destra del partito non escludeva a priori un'alleanza sia con il PDS di Massimo D'Alema, che con Forza Italia di Silvio Berlusconi, la sinistra era molto più ostile all'idea di realizzare un'alleanza con Berlusconi.
Fra i contrari all'ipotesi Buttiglione v'era l'ex segretario Martinazzoli, che dichiarò che sarebbe stato come eleggere un sosia di Berlusconi, la presidente Iervolino ed esponenti come Beniamino Andreatta, Sergio Mattarella e Rosy Bindi; fra i favorevoli a Buttiglione c'erano Franco Marini e l'ex premier Emilio Colombo.
Furono fatti da Ciriaco De Mita tentativi per evitare divisioni, proponendo di ritirare la propria candidatura sia a Bianchi che a Buttiglione, che però non cedette alla richiesta. Al voto la candidatura di Buttiglione prevalse su quella di Mancino, ottenendo il 56% del consenso. Giovanni Bianchi venne eletto presidente del partito. Prima dell'elezione il congresso approvò un ordine del giorno per impegnare il nuovo segretario a perseguire una strategia di concorrenza sia a sinistra che a destra, e per escludere, fino al prossimo congresso, alleanze con la destra e Forza Italia. Visto l'esito del congresso, non ritrovandosi nella nuova linea della segreteria a cui il quotidiano di partito doveva fare riferimento, Sergio Mattarella si dimise dalla direzione politica de Il Popolo, compito che poi verrà affidato a Luca Borgomeo.
A novembre del 1994 si svolse anche un turno di elezioni amministrative che coinvolsero quasi tre milioni di elettori, in questa occasione il PPI raccolse il 12,7% dei consensi. Martinazzoli fu candidato dal partito a sindaco di Brescia, sostenuto nel suo programma anche dal PDS e dai Verdi, dove viene eletto con il 56,5% dei voti, vincendo sul candidato della Lega Nord e di Forza Italia (partiti che pochi mesi prima avevano ottenuto circa il 52% delle preferenze) Vito Gnutti, Ministro dell'industria, del commercio e dell'artigianato in carica.
Vi furono diversi altri eletti in altri comuni capiluogo in alleanza con il PDS, come a Brindisi, dove i due segretari nazionali dei due partiti hanno tenuto un comizio in comune in favore di Michele Errico. Ma ci sono stati anche luoghi in cui il partito si presentò da solo e altri in alleanza con partiti della maggioranza parlamentare corrente (con l'esclusione di Alleanza Nazionale).

#### Governo tecnico Dini
Con la caduto del primo governo Berlusconi, il 13 gennaio 1995 venne affidato l'incarico di formare un nuovo governo al Ministro del tesoro uscente Lamberto Dini, trattandosi di un esecutivo composto di soli tecnici, in linea con quanto chiesto dal PPI. In seguito si riunirono i leader della nuova maggioranza per stabilire il lavoro da compiere in Parlamento nei prossimi mesi, riunione in cui furono presenti Massimo D'Alema, Mariotto Segni e Umberto Bossi, si assentò volontariamente Buttiglione, che venne sostituito dai capigruppi di Camera e Senato Andreatta e Mancino. Così dopo sei mesi dall'inizio della XII legislatura, il Partito Popolare poté rientrare a far parte, insieme ai Progressisti, nella maggioranza parlamentare, e si arrivò alla formazione del governo Dini il 17 gennaio 1995 che rimase in carica fino al 18 maggio 1996.

### Scontro tra Buttiglione e Bianco
Il 30 gennaio 1995 Rocco Buttiglione partecipa al primo congresso di Alleanza Nazionale, immediatamente dopo la svolta di Fiuggi, e, apprezzando quell'operazione di cambiamento attuata da Gianfranco Fini, rivela un'ampia apertura all'ipotesi d'alleanza con la coalizione di centro-destra guidata da Silvio Berlusconi, suscitando forti reazioni nel partito. Secondo Buttiglione, la coppia Berlusconi-Fini, non era più, secondo il suo precedente giudizio, da ritenersi compromettente per il sistema istituzionale italiano, capace cioè di portare a un deragliamento verso soluzioni populistiche e autoritarie; e sarebbe anche possibile con loro riuscire ad elaborare e attuare una politica moderata, vicina al centro e come alleato di pari grado.
L'ipotesi di un'alleanza con la destra non era ritenuta praticabile dalla componente a sinistra del partito. Secondo il parere di Beniamino Andreatta, si sarebbe seguito un disegno opposto ai motivi fondativi del Partito Popolare, sia con Berlusconi che con Fini non si sarebbe potuto costruire una società rispettosa dei criteri di legalità, dello Stato di diritto e della difesa delle minoranze, e notava come non fosse sufficiente dichiararsi liberali per esserlo. Mariotto Segni aveva alcuni giorni prima proposto per primo di schierarsi a livello nazionale al Partito Popolare, ma il suo progetto contemplava l'unione a forze liberal democratiche e riformiste, in congiunzione alla sinistra democratica rappresentata dal PDS; considerava la coalizione di Berlusconi distante dal centro e il centro non in grado di influenzarla in maniera autonoma e autorevole.
Tre giorni dopo l'apertura di Buttiglione, il presidente Bianchi, Mancino e Andreatta si espressero a favore della possibile candidatura dell'economista Romano Prodi alla guida di un'alleanza di centrosinistra, che avrebbe anche permesso al Partito Popolare di guidare la coalizione, essendo Prodi un rappresentante di una politica cattolica democratica.
Buttiglione non gradì che importanti esponenti del partito si esprimessero in favore di una linea contraria alla politica seguita dalla segreteria e arrivò a deferirne diversi ai probiviri a partire dal presidente del partito e dai capigruppo di Camera e Senato. La sinistra del Partito Popolare era in aperta ribellione e chiedeva che si consultassero con un referendum interno e un congresso straordinario gli iscritti per far scegliere a loro se fosse il caso di sostenere Romano Prodi o di stringere alleanze con la destra parlamentare.
In vista delle elezioni regionali del 1995 e delle contestuali elezioni amministrative, Buttiglione mostrò anche aperture all'ipotesi di alleanze con il PDS e comprensione per il problema di formare alleanze con Alleanza Nazionale, dopo aver ricevuto in merito considerazioni negative dalla maggior parte dei dirigenti regionali, i quali riferivano di un'impossibilità di dialogo e di non percepire localmente differenze rispetto al neofascista MSI.
Tuttavia, l'8 marzo decise di firmare un accordo elettorale con il Polo delle Libertà, che definiva l'intenzione di presentarsi alle regionali in una lista unica insieme a Forza Italia, CCD e altri partiti, con unione dei simboli, e l'accettazione dell'appoggio di Alleanza Nazionale al secondo turno delle elezioni provinciali e comunali (previsto dalla nuova legge elettorale allora in vigore).
Secondo Buttiglione, anche se il PDS stava offrendo tutto il possibile per vincolare a sé il Partito Popolare, l'accordo sarebbe stato da evitarsi, in quanto un'alleanza di questo tipo si sarebbe trasformata in un'"alleanza strategica", mentre si sarebbe dovuto invece puntare alla guida di un'area moderata, assicurandola contro il rischio di una deriva di destra. Buttiglione poneva l'attenzione sulle differenze culturali e i differenti interessi che avrebbero separato il partito dalla sinistra socialdemocratica del PDS, ritenendo, al fine di riconquistare il consenso democristiano perduto, di dover impedire che quegli elettori, che si sentivano alternativi alla sinistra e che nel contesto del momento non avrebbero altrimenti visto alternative alla destra, sentissero di non poter fare altro che votare per Berlusconi e per Fini, cosa che avrebbe portato a serie conseguenze per la politica del Paese.
Sostenendo la linea di apertura con la destra però Buttiglione perse il consenso di alcuni esponenti che l'avevano appoggiato, come Franco Marini, che era stato nominato dal segretario responsabile organizzativo, secondo il quale una svolta a destra non era consentita dal DNA dei cattolici democratici; di Emilio Colombo (già referente di un gruppo della "destra democristiana"), che si sentì profondamente offeso da quelle decisioni, ritenute contrarie alla storia del partito e ai suoi rappresentanti storici; e di Luca Borgomeo. Fra coloro che invece ne appoggiavano le scelte c'erano Flaminio Piccoli e Roberto Formigoni.
La questione venne affrontata l'11 marzo al Consiglio nazionale: altri cinque deputati e 11 senatori lasciarono i gruppi parlamentari del Partito Popolare, andando a unirsi ai gruppi del CCD.
L'11 marzo 1995 la crisi del partito raggiunse il culmine quando la maggioranza del Consiglio Nazionale, sconfessando l'alleanza elettorale con Forza Italia, annunciata da Buttiglione, lo sfiduciò e lo dichiarò decaduto eleggendo segretario Gerardo Bianco. Decisivo fu in questa occasione il voto di molti che avevano in precedenza sostenuto Buttiglione come Franco Marini e Emilio Colombo. Buttiglione rifiutò di lasciare la carica e sospese il Consiglio Nazionale. Una sentenza della magistratura confermò successivamente Buttiglione nella carica di legittimo segretario, obbligandolo però ad attuare la linea politica fissata dal Consiglio Nazionale.

### Elezioni regionali del 1995: i Popolari e i CDU
Il Partito Popolare si trovava in quel momento alla guida di 14 regioni: in Molise da solo; in Piemonte, Liguria, Abruzzo, Lazio, Campania, Sardegna si erano formate coalizioni con il PDS; altre alleanze di centrosinistra in Marche e Basilicata; con Lega Nord e socialisti in Lombardia, con partiti minori in Veneto, con Südtiroler Volkspartei ed altri movimenti autonomisti in Trentino-Alto Adige, in giunte democristiane e socialiste in Calabria e in Sicilia. Il PPI era all'opposizione rispetto alle giunte regionali di Emilia-Romagna, Toscana e Umbria (PDS e altri partiti); Friuli-Venezia Giulia (Lega Nord) e Valle D'Aosta (Union Valdôtaine).
La frattura tra le due anime del partito non si ricompose tanto che, alle elezioni regionali del 23 aprile 1995, esse parteciparono separatamente: l'ala del partito fedele a Buttiglione presentò liste comuni con Forza Italia, in tutte le quindici regioni a statuto ordinario chiamate al voto, con la denominazione di Forza Italia - il Polo Popolare, mentre quella guidata da Gerardo Bianco, si presentò con proprie liste (in Toscana e Lazio assieme al Patto dei Democratici) in alleanza con le forze di centrosinistra (tranne che nelle Marche e in Campania, dove sostenne propri candidati alla presidenza della regione), con il nome di Popolari e un simbolo inedito: un gonfalone bianco con sopra disegnato il profilo di uno scudo. Lo slogan adottato dai Popolari fu lo scudo c'è, la croce aggiungila tu: infatti l'uso del tradizionale scudo crociato era precluso dalla disputa in atto tra le due componenti per la proprietà del simbolo.
Il 24 giugno 1995 venne finalmente raggiunta un'intesa tra Bianco e Buttiglione: le due componenti si sarebbero separati, ottenendo il primo il nome (Partito Popolare Italiano) e il secondo il simbolo storico (lo scudo crociato) del partito, con il quale Buttiglione nel luglio successivo diede vita alla sua nuova formazione politica collocata nel Polo per le Libertà: i Cristiani Democratici Uniti.

### Partecipazione all'Ulivo
Il PPI partecipò alle elezioni politiche del 21 aprile 1996 nell'ambito della coalizione dell'Ulivo e alla Camera, nel proporzionale, presentò liste comuni con SVP, PRI, l'Unione Democratica di Antonio Maccanico e i Comitati per l'Italia che vogliamo di Romano Prodi: la cosiddetta lista Popolari per Prodi, che ottenne il 6,8% dei voti e 4 deputati nel proporzionale, e nel maggioritario, sotto il simbolo dell'Ulivo, furono invece eletti 66 deputati e 32 senatori popolari.
Il partito fece parte della maggioranza che espresse i governi della XIII Legislatura dal 1996 al 2001, in cui suoi esponenti assunsero importanti cariche governative, come Beniamino Andreatta, Sergio Mattarella, Rosa Russo Iervolino e Rosy Bindi.

### Segreteria Marini
Nel III Congresso del partito tra il 9 e il 12 gennaio 1997 a Roma, Franco Marini (ex segretario generale della CISL, ministro del lavoro e tra i fondatori del PPI) viene eletto segretario del Partito Popolare Italiano, battendo Pierluigi Castagnetti (ex deputato e capodelegazione al Parlamento europeo), e succedendo a Gerardo Bianco che viene eletto presidente del partito, guidando una segreteria volta a rimarcare la propria individualità all'interno della coalizione de L'Ulivo, in contrasto con l'idea di Romano Prodi di una vera e propria unione dei partiti.
Alle elezioni europee del 1999 il partito ottiene il 4,24% dei voti, riuscendo ad eleggere nella circoscrizione Italia nord-ovest Guido Bodrato (che verrà eletto come capodelegazione del PPI), nella circoscrizione Italia centro il segretario Marini, nella circoscrizione Italia meridionale Ciriaco De Mita e in quella insulare Luigi Cocilovo, risultato considerato molto negativo, che porta alle dimissioni di Marini e la convocazione di un congresso straordinario.

### Segreteria Castagnetti
Al IV Congresso straordinario del PPI a Rimini tra il 30 settembre e il 2 ottobre 1999, avviene l'elezione del successore di Franco Marini alla segreteria nazionale, dove si candidano Pierluigi Castagnetti (supportato dal segretario uscente Marini e il favorito all'elezione), il vicesegretario uscente Dario Franceschini e il Ministro dell'università e della ricerca scientifica e tecnologica Ortensio Zecchino (supportato da Ciriaco De Mita), e viene eletto Castagnetti con il 69,12% dei voti (più alta del previsto), mentre Franceschini e Zecchino ottengono rispettivamente il 16% e il 13%. Nel corso del congresso viene approvata a sorpresa, nella confusione generale che scatena quasi una rissa, una mozione proposta dal segretario del PPI di Brescia (fedelissimo di Mino Martinazzoli) che cancella la figura del presidente dagli organigrammi del partito, impedendo ipoteticamente al segretario uscente Marini di essere eletto a quella carica, oltre a tentare di scardinare l'alleanza Marini-Castagnetti. Sotto la sua guida, il PPI è stato fautore di una ristrutturazione dello schieramento centrista, pur nella logica bipolare, e di un'alleanza col centro-sinistra.

### Confluenza nella Margherita
Il 18 ottobre 2000, con la segreteria di Castagnetti, il PPI è stato tra i promotori della confluenza nella lista elettorale La Margherita di Francesco Rutelli, insieme agli altri partiti di centro de L'Ulivo: I Democratici di Arturo Parisi, Rinnovamento Italiano di Lamberto Dini e l'Unione Democratici per l'Europa di Clemente Mastella.
Nata come alleanza elettorale, la Margherita diventò poi un vero partito, fondendo il PPI, i Democratici e Rinnovamento Italiano, senza però l'UDEUR. L'attività politica del PPI fu pertanto sospesa, e il partito divenne un'associazione politico-culturale denominata I Popolari dopo il suo ultimo Congresso Nazionale del 2002.
Nel 2003 alcuni esponenti popolari, che non avevano condiviso la scelta dello scioglimento nella Margherita (tra cui Gerardo Bianco, Alberto Monticone, Lino Duilio), diedero vita a un altro movimento politico-culturale, pur rimanendo all'interno del partito di Francesco Rutelli, denominato Italia Popolare.
Molti dei membri dell'ex PPI, in quanto parte della Margherita, sono poi confluiti il 14 ottobre 2007 nel Partito Democratico: le correnti di riferimento sono I Popolari, Democratici Davvero, Ulivisti, Teodem e lettiani.

## Struttura

### Segretario
- Mino Martinazzoli (18 gennaio 1994 – 30 marzo 1994)
  - Rosa Russo Iervolino (presidente del comitato di reggenza, 1º aprile 1994 – 29 luglio 1994)
- Rocco Buttiglione (29 luglio 1994 – 1º luglio 1995)
- Gerardo Bianco (1º luglio 1995 – 12 gennaio 1997)
- Franco Marini (12 gennaio 1997 – 2 ottobre 1999)
- Pierluigi Castagnetti (2 ottobre 1999 – 24 marzo 2002)

### Presidente
- Rosa Russo Iervolino (18 gennaio 1994 – 29 luglio 1994)
- Giovanni Bianchi (29 luglio 1994 – 12 gennaio 1997)
- Gerardo Bianco (12 gennaio 1997 – 2 ottobre 1999)

### Vicesegretario
- Enrico Letta (1997–1998)
- Dario Franceschini (1997–1999)

### Coordinatore
- Antonello Soro (1997–1998)
- Dario Franceschini (1998–1999)
- Lapo Pistelli (1999 – 24 marzo 2002)

### Presidenti dei gruppi parlamentari

#### Camera dei deputati
- 18 gennaio 1994 – 14 aprile 1994: Gerardo Bianco, vice: Rino Nicolosi & Michele Viscardi
- 21 aprile 1994 – 8 maggio 1996: Beniamino Andreatta, vice: Maria Moioli Viganò
- 30 maggio 1996 – 27 ottobre 1998: Sergio Mattarella, vice: Gianclaudio Bressa
- 27 ottobre 1998 – 29 maggio 2001: Antonello Soro, vice: Franco Monaco
- 6 giugno 2001 – 24 marzo 2002: Pierluigi Castagnetti[9]

#### Senato della Repubblica
- 18 gennaio 1994 – 14 aprile 1994: Gabriele De Rosa, vice: Francesco Mazzola
- 21 aprile 1994 – 8 maggio 1996: Nicola Mancino, vice: Gian Guido Folloni, poi Diego Carpenedo & Michele Lauria
- 16 maggio 1996 – 29 maggio 2001: Leopoldo Elia, vice: Paolo Giaretta
- 6 giugno 2001 – 24 marzo 2002: Paolo Giaretta[10]

#### Parlamento europeo
- 18 gennaio 1994 – 18 luglio 1994: Mario Forte
- 19 luglio 1994 – 19 luglio 1999: Pierluigi Castagnetti
- 20 luglio 1999 – 24 marzo 2002: Guido Bodrato

## Nelle istituzioni

### Presidente del Senato della Repubblica
- Nicola Mancino (XIII legislatura della Repubblica Italiana)

### Vicepresidente del Consiglio dei Ministri della Repubblica
- Sergio Mattarella (Governo D'Alema I)

### Governi e Ministri della Repubblica Italiana
- Governo Dini (1995-1996)
  - Augusto Fantozzi (Ministro delle finanze - Ministro del bilancio e della programmazione economica con delega al coordinamento delle politiche dell'Unione europea ad interim)
  - Giancarlo Lombardi (Ministro della pubblica istruzione)
- Governo Prodi I (1996-1998)
  - Beniamino Andreatta (Ministro della difesa)
  - Michele Pinto (Ministro delle politiche agricole, alimentari e forestali)
  - Rosy Bindi (Ministro della sanità)
- Governo D'Alema I (1998-1999)
  - Enrico Letta (Ministro per le politiche comunitari)
  - Rosa Russo Iervolino (Ministro dell'interno)
  - Enrico Micheli (Ministro dei lavori pubblici)
  - Rosy Bindi (Ministro della sanità)
  - Ortensio Zecchino (Ministro dell'università e della ricerca scientifica e tecnologica)
- Governo D'Alema II (1999-2000)
  - Patrizia Toia (Ministro per le politiche comunitari)
  - Sergio Mattarella (Ministro della difesa)
  - Enrico Letta (Ministro dell'industria, del commercio e dell'artigianato)
  - Rosy Bindi (Ministro della sanità)
  - Ortensio Zecchino (Ministro dell'università e della ricerca scientifica e tecnologica)
- Governo Amato II
  - Patrizia Toia (Ministro per i rapporti con il Parlamento)
  - Enrico Letta (Ministro dell'industria, del commercio e dell'artigianato - Ministro del commercio con l'estero)
  - Sergio Mattarella (Ministro della difesa)
  - Salvatore Cardinale (Ministro delle comunicazioni)
  - Ortensio Zecchino (Ministro dell'università e della ricerca scientifica e tecnologica)

### Sottosegretario alla presidenza del Consiglio dei ministri
- Enrico Micheli (Governo Prodi I, D'Alema II e Amato II)

### Vicepresidenti del Senato
- Giorgio De Giuseppe (XI legislatura della Repubblica Italiana)
- Michele Pinto (XII legislatura della Repubblica Italiana)

### Vicepresidenti della Camera
- Lorenzo Acquarone (XII, XIII legislatura della Repubblica Italiana)

## Risultati elettorali
| Elezione                                                                                                 | Elezione | Voti                   | %                      | Seggi    |
| --- | -------- | ---------------------- | ---------------------- | -------- |
| Politiche 1994                                                                                           | Camera   | 4.287.172              | 11,0                   | 33 / 630 |
| Politiche 1994                                                                                           | Senato   | Nel Patto per l'Italia | Nel Patto per l'Italia | 31 / 315 |
| Politiche 1996                                                                                           | Camera a | Nei Popolari per Prodi | 6,81                   | 62 / 630 |
| Politiche 1996                                                                                           | Senato   | Nell'Ulivo             | Nell'Ulivo             | 26 / 315 |
| Politiche 2001                                                                                           | Camera   | Nella Margherita       | Nella Margherita       | 43 / 630 |
| Politiche 2001                                                                                           | Senato   | Nell'Ulivo             | Nell'Ulivo             | 17 / 315 |
| a Nella lista Popolari per Prodi, con SVP, PRI, UD e Comitati per l'Italia che vogliamo di Romano Prodi. |          |                        |                        |          |

| Elezione     | Elezione     | Voti      | %   | Seggi  |
| ------------ | ------------ | --------- | --- | ------ |
| Europee 1994 | Europee 1994 | 3.289.143 | 9,9 | 8 / 87 |
| Europee 1999 | Europee 1999 | 1.316.830 | 4,2 | 4 / 87 |

## Congressi
- I Congresso - Roma, 27-29 luglio 1994
- II Congresso - Roma, 29 giugno - 1º luglio 1995
- III Congresso - Roma, 9-12 gennaio 1997
- IV Congresso (straordinario) - Rimini, 30 settembre - 2 ottobre 1999
- V Congresso - Roma, 8-10 marzo 2002

## Simboli

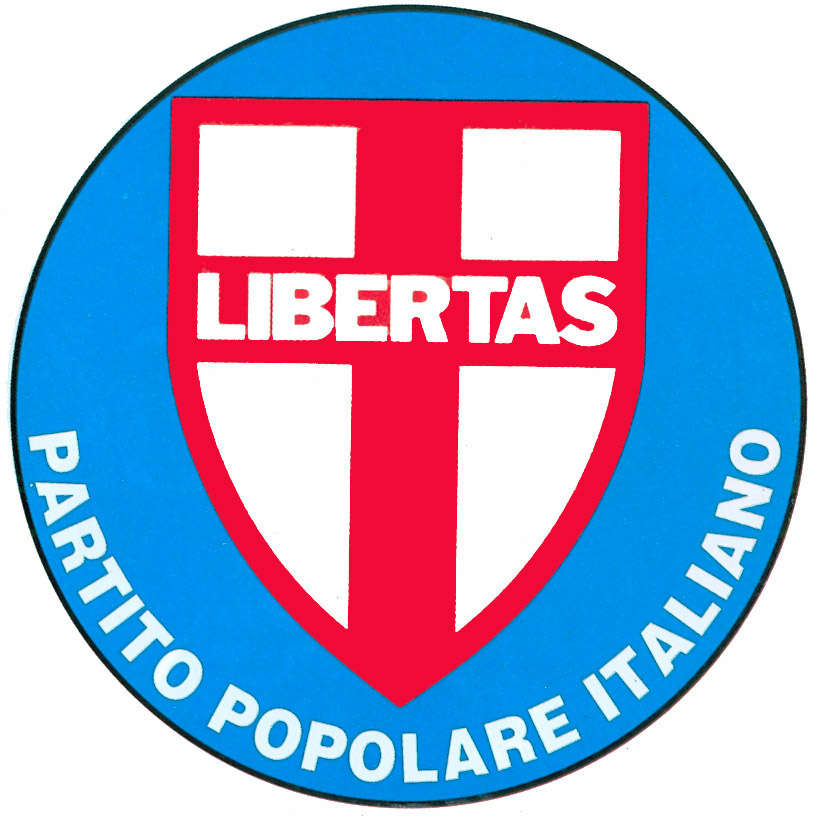
Partito Popolare Italiano dal 1994 al 1995.
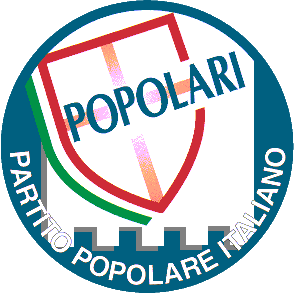
Partito Popolare Italiano dal 1995 al 1999.
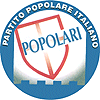
Partito Popolare Italiano dal 1999 al 2001.